# Kostas Samaras
Kostas Samaras (13. července 1940 – 8. října 2015) byl český podnikatel řeckého původu, po sametové revoluci v roce 1989 zakladatel společnosti Kofola ČeskoSlovensko.

## Životopis
Do Československa přišel v osmi letech, když prchal před občanskou válkou v Řecku. Válka jeho rodinu rozdělila, v Československu zůstal jen s bratrem a sestrou, proto dětství prožil v dětském domově. Od roku 1959 pracoval jako zemědělský technik. Po roce 1989 se pustil do podnikání, nejprve si vybral partnery v Řecku, odkud dovážel ovoce, zeleninu a nápoje, ale nebyl úspěšný. V roce 1993 koupil malou sodovkárnu v Krnově a v následujících letech obnovil výrobu Kofoly, legendárního nápoje z dob komunismu, posílil ekonomiku v Krnově a vybudoval podle tržeb v roce 2015 (přes 7 miliard Kč) 62. největší společnost v ČR, jejíž akcie jsou obchodovatelné na Pražské burze.